# Mançor ibne Iázide ibne Mançor Alhimiari
Mançor ibne Iázide ibne Mançor Alhimiari Arruaini (em árabe: منصور بن يزيد بن منصور الحميري الرعيني; romaniz.: Mansur ibn Iazid ibn Mansur al-Himiari ar-Ru'ayni) foi um oficial do século VIII para o Califado Abássida. Era filho de Iázide ibne Mançor, um tio materno do terceiro califa abássida Almadi. Em 779, passou dois meses como governador do Egito. Entre 781/2 e 783, foi governador do Iêmem, e em 796 serviu brevemente como governador do Coração.